# Гонка Формулы-E в Нью-Йорке
Гонка Формулы-Е в Нью-Йорке (англ. New York City E-Prix) — один из бывших этапов соревнования среди одноместных электрических автомобилей чемпионата Формулы-E. Проводился на временной трассе рядом с Бруклинским круизным терминалом, Нью-Йорк, США. Впервые этап был проведен в сезоне 2016—17.

## История
В сентябре 2016 года президент FIA Жан Тодт, руководитель Формулы-E Алехандро Агаг совместно с правительством Нью-Йорка объявили, что гонка Формулы-E в Нью-Йорке пройдёт в Бруклине в июле следующего года, трасса будет проложена в районе Ред-Хук рядом с Бруклинским круизным терминалом. Первый гоночный этап состоялся 15-16 июля 2017 года, победителем обеих гонок стал Сэм Бёрд.
В 2022 году прошёл последний еПри. Из-за предстоящей реконструкции Бруклинского круизного терминала в 2023 году вместо этапа в Нью-Йорке состоялся еПри Портленда.

## Трасса
Гонки Формулы-E проходят на временной трассе рядом в Бруклинским круизным терминалом. С трассы открываются виды на Статую Свободы и на Нижний Манхэттен. Первые две гонки в 2017 году прошли на трассе длиной 1,953 км (1,22 мили) с 11 поворотами. В 2018 году трасса была удлинена до 2,32 км — на трассе появились четыре новых поворота.

## Победители
| Сезон   | Сезон   | Дата проведения                | №                              | Пилот                          | Команда                        | Трасса                         | Отчёт                          |
| ------- | ------- | ------------------------------ | ------------------------------ | ------------------------------ | ------------------------------ | ------------------------------ | ------------------------------ |
| 2021—22 | Гонка 2 | 17 июля 2022                   | 10                             | Антониу Феликс да Кошта        | DS Techeetah                   | Городская трасса Бруклина      | Отчёт                          |
| 2021—22 | Гонка 1 | 16 июля 2022                   | 9                              | Ник Кэссиди                    | Envision Racing                | Городская трасса Бруклина      | Отчёт                          |
| 2020—21 | Гонка 2 | 11 июля 2021                   | 8                              | Сэм Берд                       | Jaguar Racing                  | Городская трасса Бруклина      | Отчёт                          |
| 2020—21 | Гонка 1 | 10 июля 2021                   | 7                              | Максимилиан Гюнтер             | BMW i Andretti Motorsport      | Городская трасса Бруклина      | Отчёт                          |
| 2019—20 | 2019—20 | Отмена из-за пандемии COVID-19 | Отмена из-за пандемии COVID-19 | Отмена из-за пандемии COVID-19 | Отмена из-за пандемии COVID-19 | Отмена из-за пандемии COVID-19 | Отмена из-за пандемии COVID-19 |
| 2018—19 | Гонка 2 | 14 июля 2019                   | 6                              | Робин Фряйнс                   | Envision Virgin Racing         | Городская трасса Бруклина      | Отчёт                          |
| 2018—19 | Гонка 1 | 13 июля 2019                   | 5                              | Себастьен Буэми                | e.dams                         | Городская трасса Бруклина      | Отчёт                          |
| 2017—18 | Гонка 2 | 15 июля 2018                   | 4                              | Жан-Эрик Вернь                 | Techeetah                      | Городская трасса Бруклина      | Отчёт                          |
| 2017—18 | Гонка 1 | 14 июля 2018                   | 3                              | Лукас ди Грасси                | Audi Sport ABT Schaeffler      | Городская трасса Бруклина      | Отчёт                          |
| 2016—17 | Гонка 2 | 16 июля 2017                   | 2                              | Сэм Берд                       | Virgin Racing                  | Городская трасса Бруклина      | Отчёт                          |
| 2016—17 | Гонка 1 | 15 июля 2017                   | 1                              | Сэм Берд                       | Virgin Racing                  | Городская трасса Бруклина      | Отчёт                          |

## Галерея

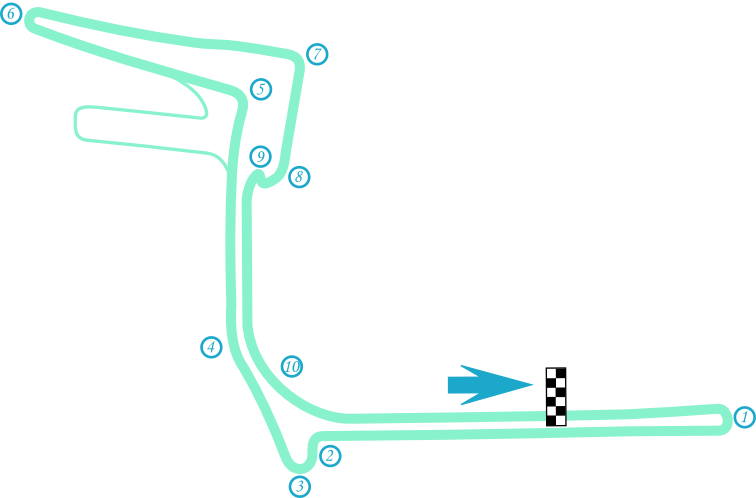
Конфигурация трассы в сезоне 2016/2017